# Saint-Symphorien-d'Ancelles
Saint-Symphorien-d'Ancelles è un comune francese di 1 057 abitanti situato nel dipartimento della Saona e Loira nella regione della Borgogna-Franca Contea.

## Società

### Evoluzione demografica
Abitanti censiti